# Xu Chu
Pour les articles homonymes, voir Chu.
Xu Chu (169/170 - 229/230) était un garde du corps du seigneur de guerre et Premier ministre de Cao Cao lors de la fin de la dynastie Han en Chine antique. Il servit aussi sous les empereurs Cao Pi et Cao Rui du royaume de Wei lors de la période des Trois Royaumes.
Véritable géant, qui d'après la légende, était aussi large que long. Surnommé Tigre Fou sur le champ de bataille, il était un homme simplet dans la vie courante.
En 195, son village se fit attaquer par un des généraux de Cao Cao, Dian Wei, où il se battit férocement contre ce dernier, mais sans vainqueur apparent, il en vint tout de même à rejoindre celui-ci pour devenir son meilleur ami.
Après la mort de Dian Wei, il se retrouva seul à protéger Cao Cao et ainsi accompagné celui-ci dans toutes ses batailles.
Il fut notamment célèbre lors de la bataille de la porte de Tong où il en vint à se mettre en travers de Ma Chao qui seul était venu prendre la tête de Cao Cao.
Il était le chef des Tigres Garde du Corps de Cao Cao.